# Black Abbey
La Black Abbey és un monestir dels dominics del segle xiii situat a Kilkenny, Irlanda. Destaquen especialment els grans vitralls així com una escultura de la Trinitat del segle xiii.

## Història

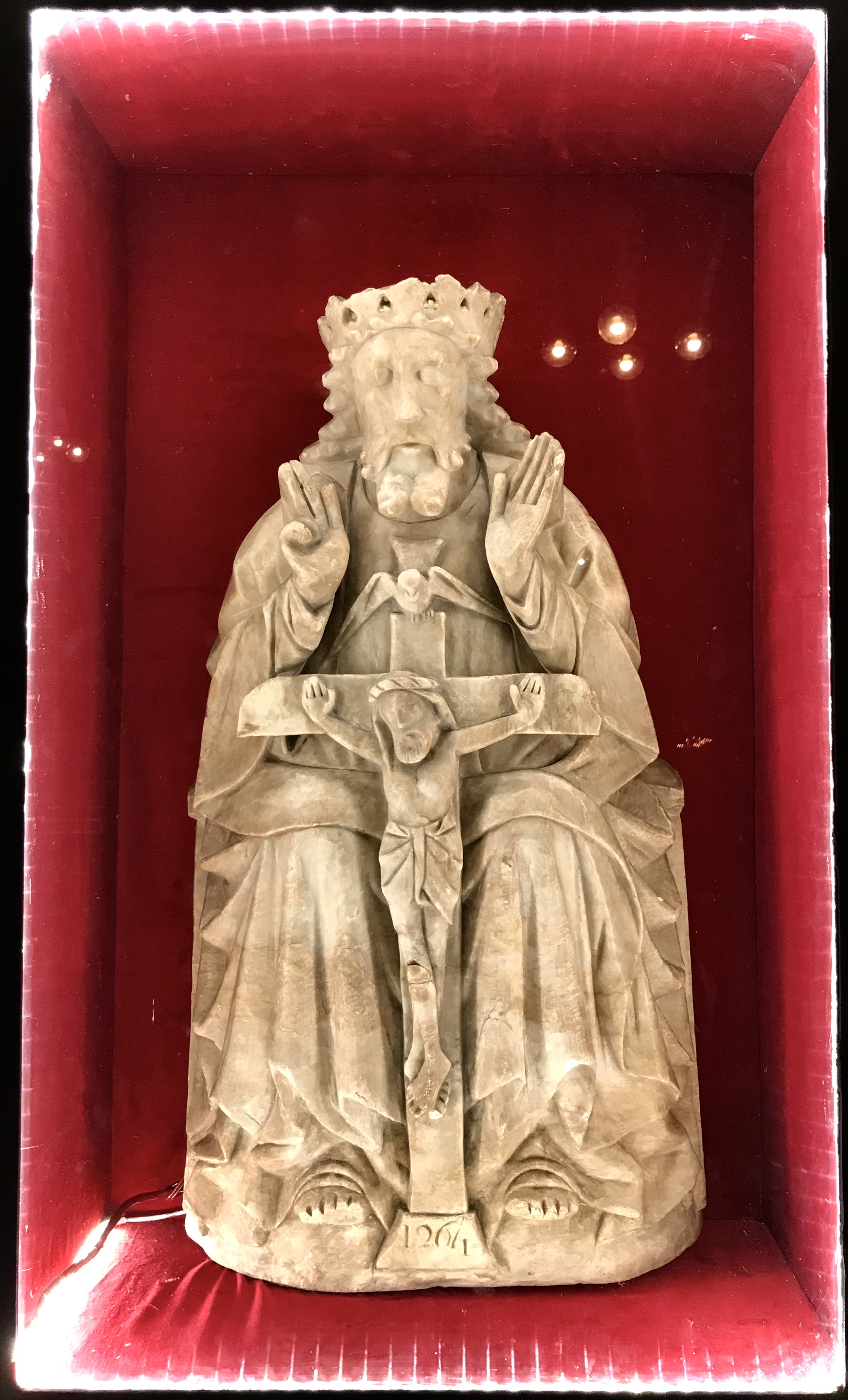
Escultura de la Trinitat del 1264.

L'abadia va ser fundada el 1225 per William Marshal, segon comte de Pembroke. El nom de l'abadia prové del sobrenom que es donava als dominics en aquell moment: els "germans negres", per la capa negra que portaven. Ells romanen en el lloc fins al segle xvii. Després l'abadia va ser confiscada per la reina protestant Isabel I i el seu successor Jaume I d'Anglaterra el va convertir en el jutjat i va perseguir als monjos.
De 1642 per 1649, l'abadia va acullir la Confederació Irlandesa, que provoca el setge i la presa de Kilkenny per les tropes d'Oliver Cromwell el 1650. L'abadia negra és retornada als dominicans a 1816, i ha estat en funcionament des d'aquesta data.